# مارتین شمعونبور
مارتین شمعونبور (بالفارسية: مارتین شمعون‌پور) هو عازف متعدد الآلات وملحن وممثل وفنان تشكيلي من طهران. ولد عام 1984 في عائلة آشورية. من أهم أعمال مارتین شمعونبور في مجال الموسيقى هو نشر خطبة على الجبل وطهران  و8 بت ومجلات الأذن. عمل أيضًا كمؤلف ومصمم صوت في أكثر من ثلاثين عرضًا مسرحيًا. التمثيل في أفلام مثل مردن به وقت شهریور، ملبورن، قاعده تصادف و صدای آهسته بالإضافة إلى كونه ممثلًا ، فإن مارتین شمعونبور هو أيضًا ملحن في السينما والتلفزيون. ومن أهم أعمال مارتین شمعونبور كملحن هي قاعده تصادف والمسلسل التلفزيوني سلام تاکسی والموسم الأول من المسلسل التلفزيوني خندوانه.

## مقتطفات من الموسيقى المسرحية
- جوستس إخراج: أمير حسين الحريري فبراير 2005
- سودادخت ، إخراج: طليعة طليقة ، خريف 2007
- سمفونية خارجة عن اللحن ، إخراج: أتيلا بيساني ، ديسمبر 2007
- رشومون ، إخراج: كوبرا دابيري ، أبريل 2008
- والدي العزيز المخرج: محمد حسن المجوني ، صيف 2008
- أين كنت يوم 8 يناير؟ [4] إخراج: أمير رضا كوهستاني ، ديسمبر 2009
- في غروف ، إخراج: جواد نمكي ، مهرجان فجر المسرحي 2011
- امرأة من الماضي إخراج: محمد أغباتي ، آب وسبتمبر 2011
- طهران ، إخراج: ماهان شارمشير ، حزيران 2012
- أفاي جل ، إخراج: ياسر خصب ، آب وسبتمبر 2012
- نزع الكلور ، إخراج: مهدي كوشكي ، سبتمبر وأكتوبر 2012
- سايلنس دولز ، [5] إخراج: سمانة زندينجاد ، مهرجان فجر المسرحي 2012

## التمثيل
- مسرحية الدكتور شكيل والسيد هاي ، الكاتب: مارتین شمعونبور ، إخراج: بانته ا بهرام ، مسرح إنتظمي ، 2012
- ثني القواعد، إخراج: بهنام بهزادي ، 2012
- الأم شجاعة، في الخارج أمام الباب، الكاتب والمخرج: سجاد أفشريان ، حافظ هول 2013
- تحتضر في أيلول 2013 إخراج: حتف اليمرداني
- ملبور ، مدير: نيما جافيدي ، 2013
- صوت بطيء، إخراج: أفشين هاشمي ، 2014
- الغابة، إخراج: ستيفن دالدري ، مستودع سانت آن [6] ديسمبر 2018

## موارد
1. ↑  Nooshin، Laudan (2015). Iranian Classical Music: The Discourses and Practice of Creativity. Ashgate. ص. 163. ISBN:9780754607038.
2. ↑  Tehransaranieh (بالإنجليزية), Archived from the original on 2021-09-17, Retrieved 2021-09-17
3. ↑  "Martin Shamoonpour". Spotify (بالإنجليزية). Archived from the original on 2021-09-17. Retrieved 2021-09-17.
4. ↑  "WHERE WERE YOU ON JANUARY 8TH?". Mehr Theatre Group (بfr-FR). 22 Nov 2014. Archived from the original on 2021-09-21. Retrieved 2021-09-21.{{استشهاد ويب}}:  صيانة الاستشهاد: لغة غير مدعومة (link)
5. ↑  http://www.nsun.net، n s u n |. "تیوال نمایش عروسک‌های سکوت". www.tiwall.com. مؤرشف من الأصل في 2021-09-21. اطلع عليه بتاريخ 2021-09-21. {{استشهاد ويب}}: روابط خارجية في |الأخير= (مساعدة)
6. ↑  "The Jungle". St. Ann's Warehouse. مؤرشف من الأصل في 2021-09-18. اطلع عليه بتاريخ 2021-09-18.